# Гаррі Монк
Гаррі Алан Монк (англ. Garry Monk, нар. 6 березня 1979, Бедфорд) — англійський футболіст, що грав на позиції захисника, флангового півзахисника. По завершенні ігрової кар'єри — тренер. З 2017 року очолює тренерський склад клубу «Мідлсбро».
Володар Кубка Футбольної ліги.

## Ігрова кар'єра
У дорослому футболі дебютував 1995 року виступами за команду клубу «Торкі Юнайтед», в якій провів один сезон, взявши участь лише у 5 матчах чемпіонату.
Згодом з 1996 по 2004 рік грав у складі команд клубів «Саутгемптон», «Торкі Юнайтед», «Стокпорт Каунті», «Оксфорд Юнайтед», «Шеффілд Венсдей» та «Барнслі».
2004 року перейшов до клубу «Свонсі Сіті», за який відіграв 10 сезонів. Більшість часу, проведеного у складі «Свонсі Сіті», був основним гравцем команди. Завершив професійну кар'єру футболіста виступами за валлійський клуб у 2014 році.

## Кар'єра тренера
Розпочав тренерську кар'єру одразу ж по завершенні кар'єри гравця, 2014 року, очоливши тренерський штаб клубу «Свонсі Сіті».

## Титули і досягнення
- Володар Кубка Футбольної ліги: 2012-13